# Pedilophorus venustus
Pedilophorus venustus is een keversoort uit de familie pilkevers (Byrrhidae). De wetenschappelijke naam van de soort is voor het eerst geldig gepubliceerd in 1921 door Wilson.